# Petri Sakari
Petri Kullervo Sakari, född den 25 november 1958 i Helsingfors, är finländsk violinist och dirigent.

## Karriär
Sakari studerade musik vid konservatoriet i Tammerfors 1970-1986, vid Sibelius-Akademin 1979-1986, och vid Aspen Music School i USA 1979-1980 där han undervisades av Murry Sidlin. Vid Sibelius-Akademin studerade Sakari dirgiering för Jorma Panula, och tog examen 1981. Han tog också diplom i violinspel 1986. Vidare har han studerat i Siena, där han undervisades av Franco Ferrara, och i Luzern där han studerade för Rafael Kubelík.
Sakari började sin dirigentkarriär vid Studentkårens orkester 1979-1985, och vid Vasa stadsorkester 1983-1984. Han arbetade som chefsdirigent och konstnärlig chef ledare för Islands symfoniorkester 1988-1992 och 1996-1998, och som gästdirigent 1993-1996. Hand var dirigent vid Lojo stadsorkester 1993-1999, förste gästdirigent för Svenska Kammarorkestern 1995-1997 och konstnärlig ledare för Gävle symfoniorkester 2000-2004. Sakari var 2005-2006 konstnärlig koordinator för Björneborgs Sinfonietta. Vid Åbo filharmoniska orkester var han gästdirigent och konstnärlig rådgivare 2006, och under åren 2007-2011 tjänstgjorde han som chefsdirigent och konstnärlig ledare för orkestern.
Sakari har lett många symfoniorkestrar i Europa, Singapore, USA, Mexiko och Brasilien. I Storbritannien har han bland annat dirigerat BBC:s Welsh National Orchestra och Bournemouth Symphony Orchestra. I Tyskland har han dirigerat symfoniorkestrara i Stuttgart och Saarbrücken Radio, samt Österrikes radiosymfoniorkester. År 2011 dirigerade han vid invigningskonserten av Reykjaviks nya konserthus, Harpa.
Sakari har dirigerat opera- och ballettföreställningar vid Finlands nationalopera, vid Kungliga Operan i Stockholm, Göteborgsoperan och Islands opera. Han har spelat in alla Leevi Madetojas och Jean Sibelius symfonier, liksom verk av Hugo Alfvén, Franz Berwald, Edvard Grieg, Uuno Klami och Jón Leifs.